# Эйлерс, Эмма
Эмма Эйлерс (англ. Emma Eilers; 1870—1951) — американская художница.

## Биография
Родилась 12 сентября 1870 года в городе Morrisania (ныне окрестности Бронкса) в семье Фредерика и Элизабет Эйлерс; была пятым ребёнком из шести братьев и сестер. Детство Эммы прошло в Morrisania, среди немецко-американских родственников, проживающих по соседству.
Между 1878 и 1881 годами родители переехали в Денвер, штат Колорадо, где отец стал успешным горным инженером и предпринимателем. Семья стала финансово независимой, это позволило Эйлерсам купить несколько домов, путешествовать по США и Европе (в Германию). Эмма и три её сестры — Луиза, Анна и Мета — в июне 1889 года окончили бруклинский институт Packer Collegiate Institute. В свободное время Эмма занималась искусством и в 1889 году стала соучредителем клуба Club Women of New York, который позже преобразовался в ассоциацию National Association of Women Artists (NAWA). В конце 1892 года она отправилась с семьей в гости к родственникам в Германию на свадьбу свой сестры Анны.
В течение 1890-х годов Эмма училась в летней школе в Шиннекок Хиллс, где занималась живописью на открытом воздухе. В конце 1890-х годов она стала достаточно опытным художником. В 1899 году одна из её картин Лиги студентов-художников Нью-Йорка выставлялись на Парижской выставке и была передана в качестве постоянного экспоната в музей Musee Pedagogique. C 1918 по 1921 годы умерли родители Эммы, а также сёстры Мета и Луизой, что стало для неё тяжелым испытанием. В результате у художницы появились признаки паралича рук.
Она жила и работала в собственной студии в городке Си-Клифф, штат Нью-Йорк, где умерла 27 марта 1951 года, последней из всех детей. Дом Эммы Эйлерс существует до сих пор.

Некоторые работы
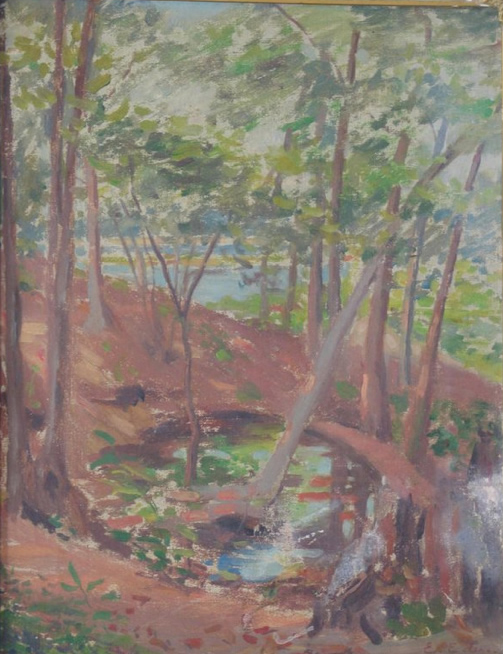
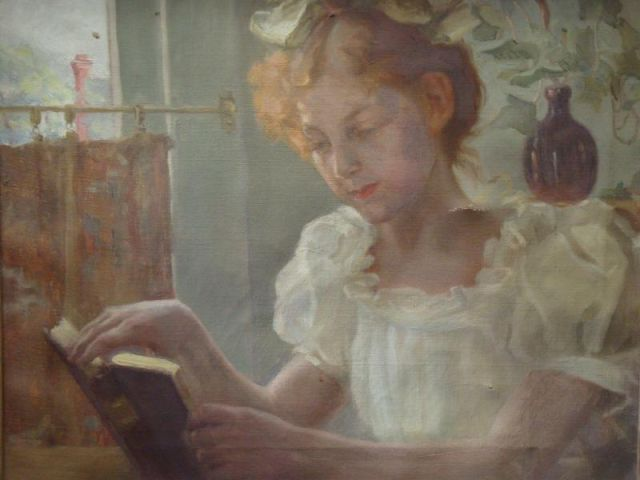